# 王光 (1930年)
王光（1930年4月—2015年3月3日），湖北武汉人。中华人民共和国政治人物。
1948年，武汉大学法学院政治系学习，后担任共青团郑州铁路局工作委员会干事，郑州铁路局政治部青年部副科长、科长。1956年后，任郑州铁路分局团委书记。1964年后，任三线铁路建设指挥部处长。文化大革命期间受到冲击，下乡劳动。1970年，任铁道部办公厅研究室主任、铁道部部长秘书、秘书室主任。1979年，任铁道部计划局副局长。1982年后，任中共北京市委办公厅副主任、副秘书长。1984年任中共北京市委常务委员兼研究室主任。1989年后，任中共北京市委副书记兼市委党校校长。1992年10月，当选为中央纪律检查委员会委员、常委。同年12月任中纪委秘书长。
2015年3月3日凌晨3时30分，王光逝世，按照生前遗嘱的要求：不办丧事。即：1.不发讣告；2.不评介生平；3.不举行遗体告别仪式；4.不见报。